# Élections législatives de 1997 dans le Tarn
Les élections législatives françaises de 1997 se déroulent le 25 mai et le 1er juin 1997. Dans le département du Tarn, quatre députés sont à élire dans le cadre de quatre circonscriptions.

## Élus
| Circonscription | Député sortant        | Parti | Parti | Député élu ou réélu | Parti | Parti |
| --------------- | --------------------- | ----- | ----- | ------------------- | ----- | ----- |
| 1re             | Paul Quilès           |       | PS    | Paul Quilès         |       | PS    |
| 2e              | Philippe Bonnecarrère |       | RPR   | Thierry Carcenac    |       | PS    |
| 3e              | Jacques Limouzy       |       | RPR   | Jacques Limouzy     |       | RPR   |
| 4e              | Bernard Carayon       |       | RPR   | Monique Collange    |       | PS    |

## Résultats

### Résultats à l'échelle du département
| Parti          | Parti                              | Premier tour | Premier tour | Second tour | Second tour | Sièges |
| Parti          | Parti                              | Voix         | %            | Voix        | %           | Sièges |
| -------------- | ---------------------------------- | ------------ | ------------ | ----------- | ----------- | ------ |
|                | Parti socialiste                   | 59 939       | 33,56        | 99 749      | 53,84       | 3      |
|                | Parti communiste français          | 15 864       | 8,88         |             |             | 0      |
|                | Les Verts                          | 4 687        | 2,62         | 0           |             |        |
|                | Divers gauche                      | 2 837        | 1,59         | 0           |             |        |
|                | Gauche plurielle                   | 83 327       | 46,65        | 99 749      | 53,84       | 3      |
|                |                                    |              |              |             |             |        |
|                | Rassemblement pour la République   | 42 690       | 23,90        | 71 628      | 38,66       | 1      |
|                | Union pour la démocratie française | 8 827        | 4,94         | 13 879      | 7,49        | 0      |
|                | Divers droite                      | 7 283        | 4,08         |             |             | 0      |
|                | La Droite indépendante             | 4 097        | 2,29         | 0           |             |        |
|                | Droite parlementaire               | 62 897       | 35,21        | 85 507      | 46,16       | 1      |
|                |                                    |              |              |             |             |        |
|                | Front national                     | 24 221       | 13,56        |             |             | 0      |
|                | Divers écologiste dont MÉI         | 4 158        | 2,33         | 0           |             |        |
|                | Extrême gauche dont LCR, LO et PT  | 2 845        | 1,59         | 0           |             |        |
|                | Divers dont PLN                    | 1 174        | 0,66         | 0           |             |        |
|                |                                    |              |              |             |             |        |
| Inscrits       | Inscrits                           | 253 204      | 100,00       | 253 161     | 100,00      | 4      |
| Abstentions    | Abstentions                        | 63 266       | 24,99        | 53 759      | 21,24       |        |
| Votants        | Votants                            | 189 938      | 75,01        | 199 402     | 78,76       |        |
| Blancs et nuls | Blancs et nuls                     | 11 316       | 5,96         | 14 146      | 7,09        |        |
| Exprimés       | Exprimés                           | 178 622      | 94,04        | 185 256     | 92,91       |        |

### Résultats par circonscription

#### Première circonscription (Carmaux)
| Candidat       | Candidat                  | Parti             | Premier tour | Premier tour | Second tour | Second tour |  |
| Candidat       | Candidat                  | Parti             | Voix         | %            | Voix        | %           |  |
| -------------- | ------------------------- | ----------------- | ------------ | ------------ | ----------- | ----------- |  |
|                | Paul Quilès sortant réélu | PS                | 16 561       | 42,16        | 25 514      | 64,77       |  |
|                | Richard Canac             | UDF (PPDF)        | 8 827        | 22,47        | 13 879      | 35,23       |  |
|                | Nelly Foissac             | PCF               | 4 835        | 12,31        |             |             |  |
|                | Frédéric Cabrolier        | FN                | 3 962        | 10,09        |             |             |  |
|                | Jean-Marc Vieules         | LDI (MPF)         | 1 464        | 3,73         |             |             |  |
|                | Rosine Caminade           | Les Verts         | 1 418        | 3,61         |             |             |  |
|                | Vincent Lopez             | LO                | 753          | 1,92         |             |             |  |
|                | Gilles Jeanjean           | LCR               | 523          | 1,33         |             |             |  |
|                | Didier Leroy              | US4J              | 509          | 1,3          |             |             |  |
|                | Jean-Pierre Valentin      | Divers écologiste | 425          | 1,08         |             |             |  |
|                |                           |                   |              |              |             |             |  |
| Inscrits       | Inscrits                  | Inscrits          | 55 287       | 100,00       | 55 272      | 100,00      |  |
| Abstentions    | Abstentions               | Abstentions       | 13 429       | 24,29        | 12 539      | 22,69       |  |
| Votants        | Votants                   | Votants           | 41 858       | 75,71        | 42 733      | 77,31       |  |
| Blancs et nuls | Blancs et nuls            | Blancs et nuls    | 2 581        | 6,17         | 3 340       | 7,82        |  |
| Exprimés       | Exprimés                  | Exprimés          | 39 277       | 93,83        | 39 393      | 92,18       |  |

#### Deuxième circonscription (Albi)
| Candidat       | Candidat                      | Parti          | Premier tour | Premier tour | Second tour | Second tour |  |
| Candidat       | Candidat                      | Parti          | Voix         | %            | Voix        | %           |  |
| -------------- | ----------------------------- | -------------- | ------------ | ------------ | ----------- | ----------- |  |
|                | Thierry Carcenac élu          | PS             | 16 612       | 33,76        | 27 389      | 52,25       |  |
|                | Philippe Bonnecarrère sortant | RPR            | 15 825       | 32,16        | 25 029      | 47,75       |  |
|                | Camille Fabas                 | FN             | 7 352        | 14,94        |             |             |  |
|                | Josian Vayre                  | PCF            | 3 567        | 7,25         |             |             |  |
|                | Denis Crépin                  | Les Verts      | 1 751        | 3,56         |             |             |  |
|                | Philippe Taurines             | LDI (MPF)      | 1 364        | 2,77         |             |             |  |
|                | Franck Popelier               | US4J           | 794          | 1,61         |             |             |  |
|                | Nathalie Lutaud               | PT             | 612          | 1,24         |             |             |  |
|                | Jean Sinet                    | MÉI            | 496          | 1,01         |             |             |  |
|                | Didier Laisney                | Divers         | 481          | 0,98         |             |             |  |
|                | Lazare Katz                   | IR             | 253          | 0,51         |             |             |  |
|                | André Verdié                  | PLN            | 95           | 0,19         |             |             |  |
|                |                               |                |              |              |             |             |  |
| Inscrits       | Inscrits                      | Inscrits       | 70 759       | 100,00       | 70 757      | 100,00      |  |
| Abstentions    | Abstentions                   | Abstentions    | 18 499       | 26,14        | 14 862      | 21          |  |
| Votants        | Votants                       | Votants        | 52 260       | 73,86        | 55 895      | 79          |  |
| Blancs et nuls | Blancs et nuls                | Blancs et nuls | 3 058        | 5,85         | 3 477       | 6,22        |  |
| Exprimés       | Exprimés                      | Exprimés       | 49 202       | 94,15        | 52 418      | 93,78       |  |

#### Troisième circonscription (Castres)
| Candidat       | Candidat                      | Parti             | Premier tour | Premier tour | Second tour | Second tour |  |
| Candidat       | Candidat                      | Parti             | Voix         | %            | Voix        | %           |  |
| -------------- | ----------------------------- | ----------------- | ------------ | ------------ | ----------- | ----------- |  |
|                | Jacques Esclassan             | PS                | 10 787       | 26,81        | 19 930      | 48,63       |  |
|                | Jacques Limouzy sortant réélu | RPR               | 9 256        | 23           | 21 057      | 51,37       |  |
|                | Philippe Folliot              | Divers droite     | 7 283        | 18,1         | Retrait     | Retrait     |  |
|                | Bernard Antony                | FN                | 5 759        | 14,31        |             |             |  |
|                | Louis Tignères                | PCF               | 3 299        | 8,2          |             |             |  |
|                | Gérard Bastide                | Les Verts         | 1 518        | 3,77         |             |             |  |
|                | Chantal Tressens              | LO                | 957          | 2,38         |             |             |  |
|                | Patrice Buffet                | LDI (MPF)         | 501          | 1,25         |             |             |  |
|                | Jean-Charles Dodeman          | US4J              | 494          | 1,23         |             |             |  |
|                | Eric Boitel de Dienval        | Divers écologiste | 383          | 0,95         |             |             |  |
|                |                               |                   |              |              |             |             |  |
| Inscrits       | Inscrits                      | Inscrits          | 57 875       | 100,00       | 57 861      | 100,00      |  |
| Abstentions    | Abstentions                   | Abstentions       | 15 256       | 26,36        | 12 974      | 22,42       |  |
| Votants        | Votants                       | Votants           | 42 619       | 73,64        | 44 887      | 77,58       |  |
| Blancs et nuls | Blancs et nuls                | Blancs et nuls    | 2 382        | 5,59         | 3 900       | 8,69        |  |
| Exprimés       | Exprimés                      | Exprimés          | 40 237       | 94,41        | 40 987      | 91,31       |  |

#### Quatrième circonscription (Mazamet)
| Candidat       | Candidat                | Parti             | Premier tour | Premier tour | Second tour | Second tour |  |
| Candidat       | Candidat                | Parti             | Voix         | %            | Voix        | %           |  |
| -------------- | ----------------------- | ----------------- | ------------ | ------------ | ----------- | ----------- |  |
|                | Bernard Carayon sortant | RPR               | 17 609       | 35,28        | 25 542      | 48,69       |  |
|                | Monique Collange élue   | PS                | 15 979       | 32,02        | 26 916      | 51,31       |  |
|                | Jean-Claude Aubin       | FN                | 7 148        | 14,32        |             |             |  |
|                | Christiane Odetti       | PCF               | 4 163        | 8,34         |             |             |  |
|                | Jean Couchet            | Divers écologiste | 2 075        | 4,16         |             |             |  |
|                | Marc Saussier           | US4J              | 787          | 1,58         |             |             |  |
|                | Christian Emaille       | GÉ                | 779          | 1,56         |             |             |  |
|                | Marielle Fabres         | LDI (MPF)         | 768          | 1,54         |             |             |  |
|                | Serge Viaule            | Régionaliste (PO) | 598          | 1,2          |             |             |  |
|                |                         |                   |              |              |             |             |  |
| Inscrits       | Inscrits                | Inscrits          | 69 283       | 100,00       | 69 271      | 100,00      |  |
| Abstentions    | Abstentions             | Abstentions       | 16 082       | 23,21        | 13 384      | 19,32       |  |
| Votants        | Votants                 | Votants           | 53 201       | 76,79        | 55 887      | 80,68       |  |
| Blancs et nuls | Blancs et nuls          | Blancs et nuls    | 3 295        | 6,19         | 3 429       | 6,14        |  |
| Exprimés       | Exprimés                | Exprimés          | 49 906       | 93,81        | 52 458      | 93,86       |  |